# Sites classés Seveso en Midi-Pyrénées
 (décembre 2009).
Si vous disposez d'ouvrages ou d'articles de référence ou si vous connaissez des sites web de qualité traitant du thème abordé ici, merci de compléter l'article en donnant les références utiles à sa vérifiabilité et en les liant à la section « Notes et références ».
Cet article traite des sites classés Seveso dans la région Midi-Pyrénées.

## Avant 2000
Avant 2000 ; Midi-Pyrénées comptait six sites classés Seveso :
- AZF à Toulouse ; détruite par une explosion ;
- Elf-Antargaz à Boussens ;
- Totalgaz à Fenouillet ;
- Tembec à Saint-Gaudens ;
- SNPE à Toulouse ;
- Tolochimie à Toulouse.

et cinq sites assimilés Seveso :
- Esso à Toulouse ;
- Lacroix-Muret à Muret ;
- Lacroix-Sainte-Foy à Sainte-Foy-de-Peyrolières ;
- Stela Escalquens à Escalquens ;
- Total à Lespinasse.

D'autres sites étaient à risque : 
- AGA à Portet-sur-Garonne ;
- Coopéval à Maquefave ;
- CSI Sud-Ouest à Toulouse ;
- Gaches Chimie à Escalquens ;
- GAT à Blagnac ;
- Incinérateur SETMI à Toulouse ;
- Mécaprotec à Muret ;
- Motorola à Toulouse ;
- Nobel Sport à Mondouzil ;
- Sesso à Lespinasse ;
- Soferti à Fenouillet ;
- STCM à Toulouse ;
- Toulousaine des Céréales à Baziège.

## Après 2000
Pour l'année 2000, en Midi-Pyrénées, 28 (au lieu de onze précédemment) établissements relèvent du seuil haut de la nouvelle directive Seveso 2.
Les « Seveso 2 seuil bas » actuellement recensés sont au nombre de quatorze. Ce qui représente 43 établissements classés « Seveso 2 » dans cette région, dont un établissement classé seuil haut autorisé en 2001.